# Klepperlehölzer

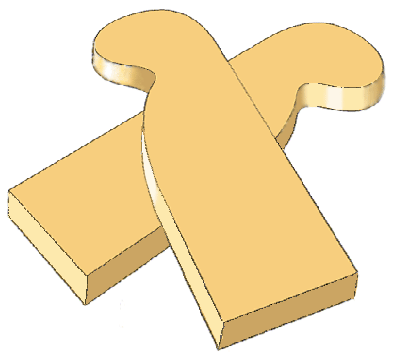
Klepperle (schematische Darstellung).

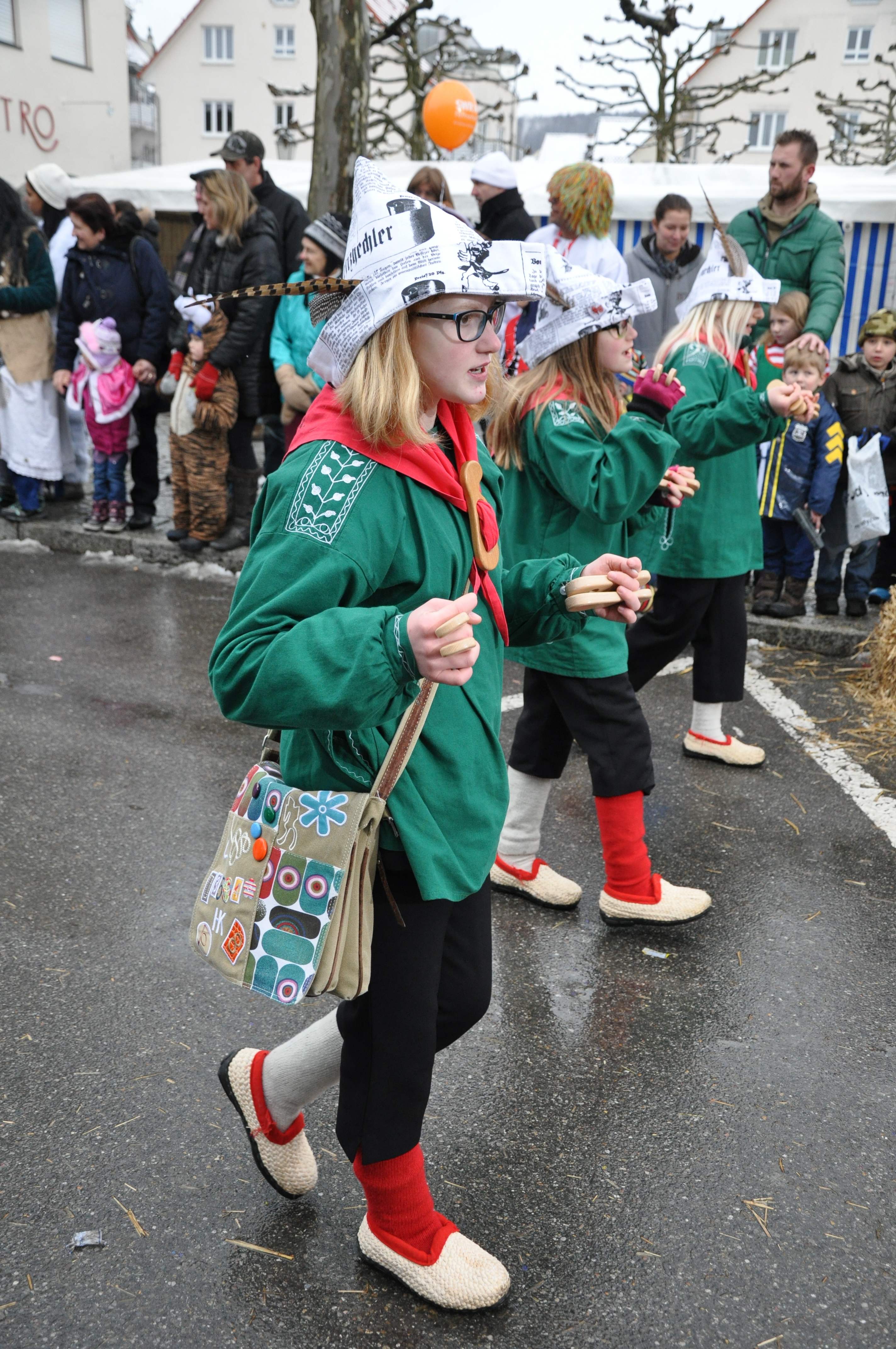
Klepperlesgarde Haslach

Klepperlehölzer (auch: Klepperli) sind in der Fastnacht verwendete Rhythmusinstrumente beziehungsweise Klanggeräte. Sie werden auch „Gegenschlagplättchen“ genannt. Im allgemeinen süddeutschen Sprachgebrauch sind sie als „Klepperle“ bekannt.
Insbesondere in vier Hochburgen der schwäbisch-alemannischen Fastnacht gehören Klepperle zur Tradition: Gengenbach, Haslach im Kinzigtal, Radolfzell am Bodensee und Waldkirch. Die Klepperle haben in den Orten, in denen sie verwendet werden, unterschiedliche Größen. In Radolfzell gibt es die größten Klepperle, die von Klepperern aus anderen Orten teilweise als „Prügel“ bezeichnet werden.
In der Innerschwyz im Schweizer Kanton Schwyz ist zur Fastenzeit mit dem Chlefelen ein ähnlicher Brauch verbreitet.

## Beschreibung und Herstellung
Die Klepperlehölzer werden überwiegend aus Hartholz hergestellt. Das Holz der Akazie gilt als eines der am besten geeignetsten Materialien, ist jedoch sehr selten. Klepperlehölzer werden außerdem aus Buche, Kirschbaum, Eschen und teilweise aus Birke, Nußbaum (Tessin) und Ulme (Schwyz) angefertigt. Vereinzelt dienen auch Eichenholz und Kalbsrippenknochen als Material zur Herstellung. Nur gut getrocknete und möglichst mehrere Jahre lang gelagerte Hölzer ohne Risse oder Astlöcher eignen sich zur Verwendung als Klepperle. Die unteren schlagenden Enden der Holzbrettchen wurden teilweise, vor allem früher, durch das einschlagen von Nägeln mit runden Köpfen, durch Ansengen, Aushöhlen und Beschweren mit Bleikugeln oder Einlegen in eine Jauchegrube behandelt. Klepperlehölzer sind etwa elf bis 15 Zentimeter lang, vier bis fünf Zentimeter breit und zehn bis zwölf Millimeter dick. Sie besitzen Einbuchtungen, damit sie sicher zwischen den Fingern in der Hand liegen.
Die Herstellung von einem Paar einfacher Klepperlehölzer dauert etwa 45 Minuten. Zuerst wird die Kerbe für die Finger ausgebohrt. Danach werden die zwei Rohlinge zusammen ausgesägt und anschließend mit einer Holzraspel in Fasson gebracht. Zum Schluss werden die Klepperle in Handarbeit zur endgültigen Form feingeschliffen und gegebenenfalls oberflächenbehandelt.
Bei der Klepperleherstellung kommt es auf das Detail an. Wird beispielsweise zu viel weggeschliffen, fangen die Klepperle an zu „schäppern“.

## Schreibweise
Die Schreibweise ist nicht eindeutig. Teilweise wird angenommen, es komme von Klappern und deshalb „Kläpperle“ geschrieben werden muss. Inzwischen hat sich im süddeutschen Raum jedoch die Schreibweise „Klepperle“ durchgesetzt.
Einige behaupten, ohne dieses genauer belegen zu können, dass das Kleppern etwas mit den Rebbauern in den Weinbergen zu tun haben könnte, die derartige Instrumente zum Krachmachen benutzten, um Stare und andere Vögel aus den Reben zu vertreiben.
Wahrscheinlicher ist jedoch der hier geschilderte Zusammenhang mit der Fastenzeit und der mittelalterlichen Nutzung bei Aussätzigen und Narren.